# Château du Louvre
Pour le palais qui a remplacé le château, voir Palais du Louvre.
Pour le musée, voir Musée du Louvre.
Pour les Tuileries, voir Palais des Tuileries.
Le château du Louvre était un château fort construit par le roi Philippe-Auguste entre 1190 et 1202 pour renforcer l'enceinte qu'il avait construite autour de Paris pour protéger la ville. Il a été démoli par étapes pour laisser la place au palais du Louvre.

## La seigneurie
Le Louvre était le siège de la capitainerie, juridiction sur la chasse et de la louveterie ressortant directement du Conseil du roi, ainsi que plus généralement le siège de la vicomté de Paris.

## La forteresse

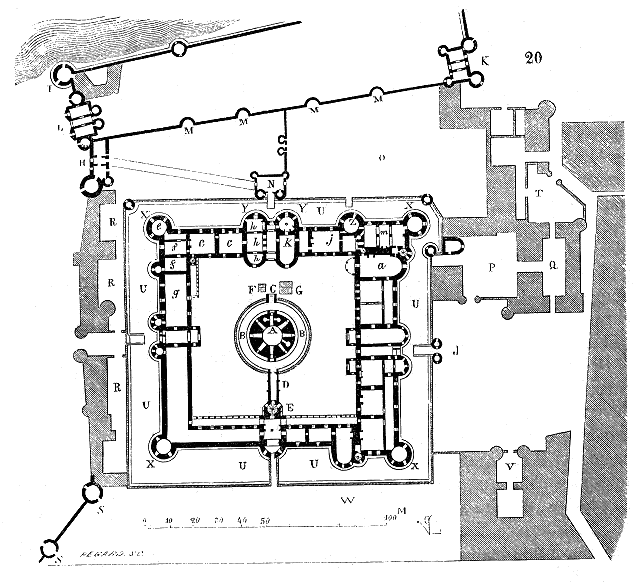
Plan du château du Louvre sous Charles V le Sage.
Le sud (et la Seine) sont en haut de l'image.

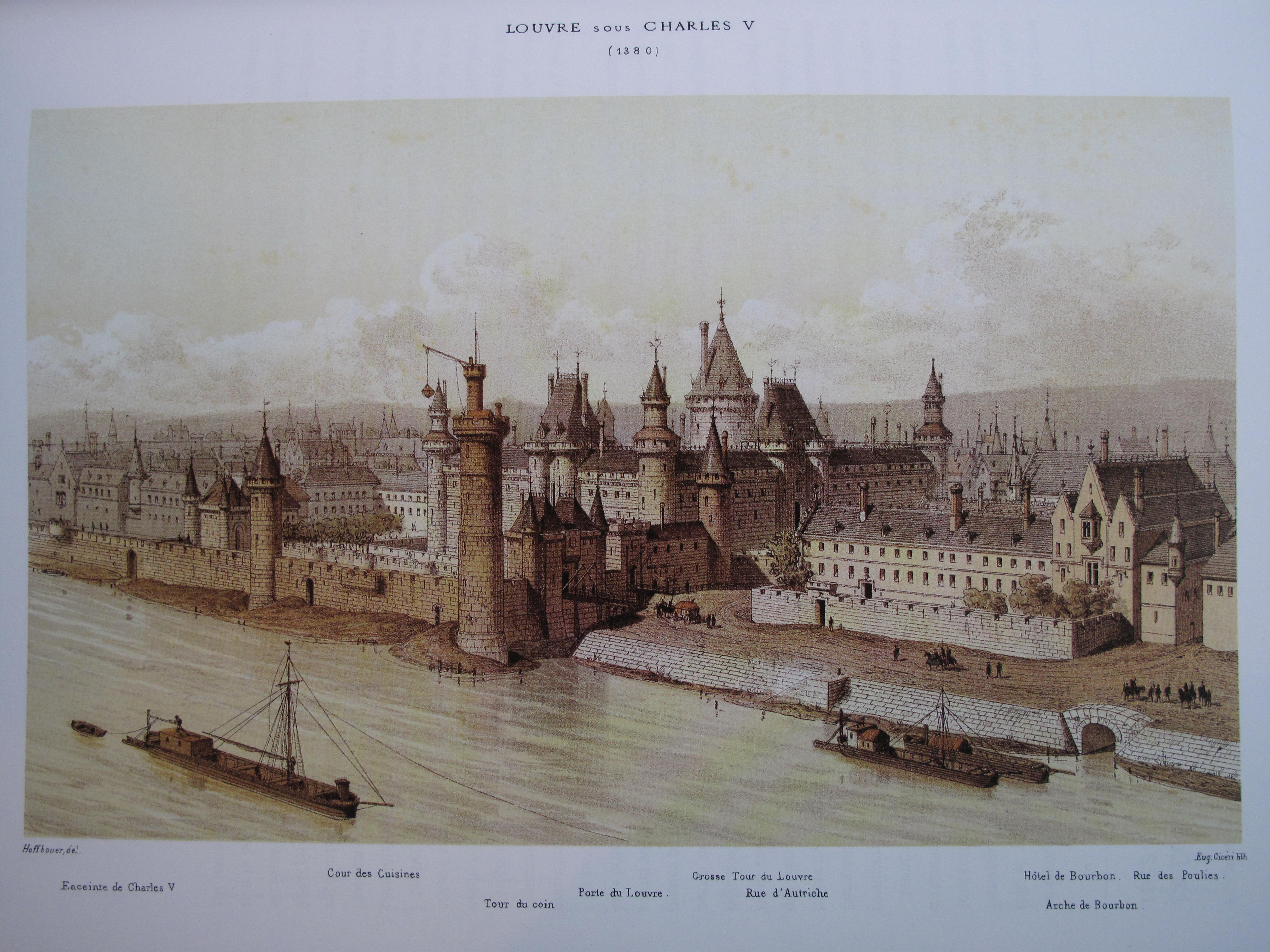
Le Louvre en 1380.

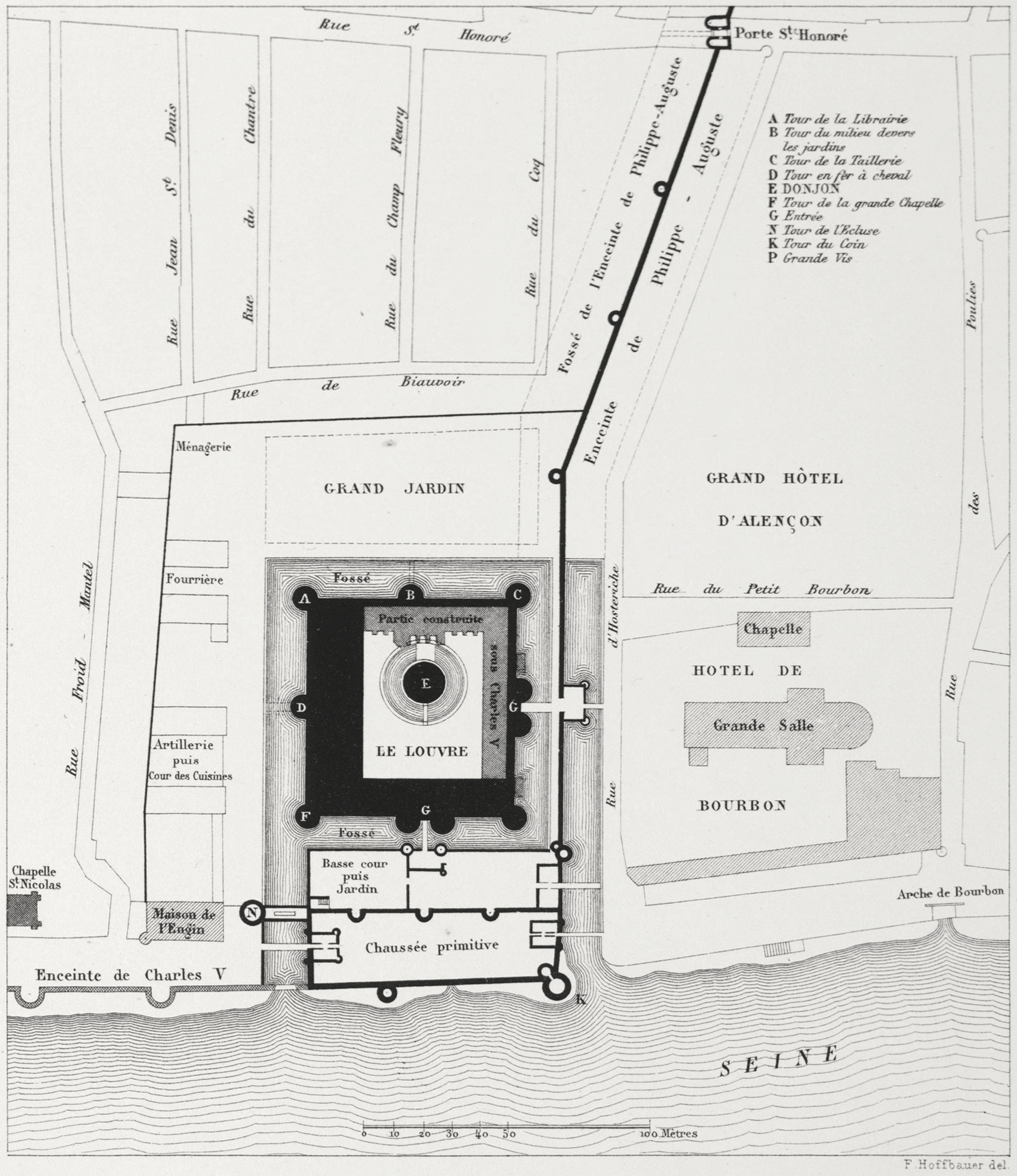
Plan du château du Louvre en 1380, après la construction de l'enceinte de Charles V.

Avant son départ pour la troisième croisade en 1190, Philippe Auguste veut protéger Paris sa capitale, notamment vis-à-vis des Anglais avec qui il a été longtemps en conflit. Il veut aussi disposer d'un emplacement sûr pour son trésor, ainsi que pour ses archives qu'il avait perdues à la bataille de Fréteval (1194) contre Richard Cœur de Lion et qu'il avait reconstituées depuis.
Il fait bâtir l'enceinte qui porte son nom autour de Paris. De 1190 à 1209 sur la rive droite, de 1200 à 1215 sur la rive gauche moins exposée. Le château du Louvre se situe à l'ouest, du côté le plus exposé car les Anglais occupent la Normandie à moins de 100 kilomètres. C'est également de l'aval de la Seine qu'est venue l'invasion des Normands de 845 qui ont failli s'emparer de la ville.

### Dates de construction
Le début du chantier est postérieur au retour de Philippe Auguste à Paris à la fin de 1191 et antérieur à la première mention certaine de l'édifice en 1204. Son achèvement était récent en 1210.

### Description
Le château, construit autour de 1200, était composé d'une enceinte de forme approximativement carrée de 75,50 mètres dans son axe nord-sud, entourée d'un fossé maçonné à fond plat de 12 mètres de largeur et de 6 mètres de profondeur alimenté par l'eau de la Seine,. 
Les fossés étaient régulièrement curés et les poissons qu'ils contenaient étaient vendus au profit du Trésor royal. 
La forteresse était bordée à l'origine par une petite basse-cour accueillant quelques bâtiments annexes sous forme d'une enceinte rectangulaire, un mur couronné d'un chemin de ronde crénelé longeant le fossé sud, défendue par une tour-porte quadrangulaire précédant la porte méridionale du château.
Le mur du côté ouest, donnant sur la campagne et jugé le plus exposé, est le plus épais et sans porte. Le périmètre est renforcé par dix tours de défense à deux niveaux d'archères, notamment aux angles. Le sommet, défendu par un parapet crénelé, était recouvert d'une toiture conique. Ces tours dont le diamètre variait de 8,15 mètres à 8,40 mètres avec des murs d'une épaisseur d'environ 2 mètres étaient de forme semi-circulaire saillantes vers l'extérieur et ne débordant pas vers l'intérieur de l'enceinte. Avant les surélévations de 1365, la hauteur des murs était d'environ 14,50 mètres au niveau du sol du chemin de ronde, celle des tours de 18 mètres.
Le château comportait deux portes, la principale au sud et une plus petite à l'est. Ces portes étaient encadrées de deux tours hémicylindriques. Elles sont protégées par un pont-levis et encadrées par deux tours jumelles. Deux bâtiments abritant les garnisons et les arsenaux sont accolés à l'extérieur du mur d'enceinte, à l'ouest et au sud de la cour centrale. Les tours ne sont pas éloignées de plus de 25 mètres, distance correspondant à la portée efficace d'un arc. Elles sont percées d'archères à ébrasement simples pour assurer la couverture des remparts,,.
L'ensemble des courtines et des murs possède des bases légèrement talutées, avec l'objectif de gêner les tentatives de sape et de faciliter le rebond des projectiles jetés depuis les sommets.
Au centre de la cour se trouvait un donjon ou Grosse tour, construit en 1200. Il était circulaire, de 15,6 mètres de diamètre, avec une épaisseur de mur de 4,25 mètres à sa base, et une hauteur de 30 mètres. Il était entouré d'un fossé de 9 mètres de large et 6 mètres de profondeur. Ce fossé est sec (non inondé), pavé de grosses pierres irrégulières. Il se franchit par un pont-levis. La tour comprenait trois niveaux, chacun ayant la forme d'une salle circulaire de 7,3 mètres de diamètre au premier niveau, de 7,90 mètres au troisième niveau surmontées d'une voûte d'ogives à nuit nervures, chaque niveau étant desservi par un escalier à vis aménagé dans l'épaisseur du mur. Le donjon était coiffé d'un toit conique en ardoise au-dessus des mâchicoulis. 
Il n'était accessible que par une porte, le fossé étant franchi par une passerelle en bois peut-être un pont-levis ensuite remplacé par une arche en pierre. 
Il dispose d'un puits et d'une grande citerne pour supporter un long siège,,.
Philippe Auguste avait choisi par expérience de construire un donjon rond et non pas carré ou rectangulaire pour des raisons militaires. En effet, les pionniers ennemis pouvaient plus facilement réaliser un travail de sape sur chaque côté d'un angle d'une tour carrée que sur la paroi d'une tour de plan circulaire.
Le donjon avait une fonction initialement militaire (ultime refuge du roi), mais il abrita essentiellement les archives et le trésor royal sans doute jusqu'à Philippe le Bel. Il servit également de prison au XIIIe et XIVe siècles. Le comte Ferrand de Flandre, vaincu et capturé à la bataille de Bouvines en 1214, y a été enfermé treize ans.
La résidence originelle se développait le long de la face ouest de l'enceinte. Elle comprenait une salle souterraine de 9,40 mètres sur 16,10 mètres, une salle de plain-pied avec la cour de 12 mètres sur 17,30 mètres et deux chapelles.
Le château est le prototype de ce qui sera appelé l'architecture philippienne.

## La résidence royale

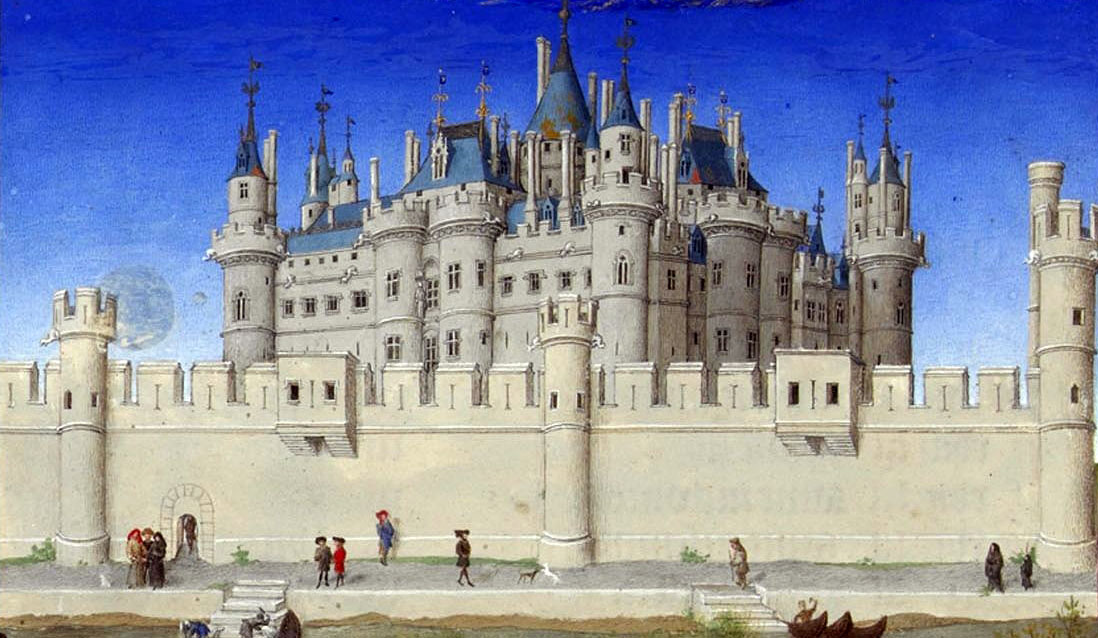
Le Louvre vers 1420, Très Riches Heures du Duc de Berry, détail de la miniature du mois d'octobre, attribuée aux frères de Limbourg.

Sous Saint Louis, le château est agrandi ; de nouvelles salles sans réel but défensif sont construites, comme la salle Saint-Louis (1230-1240).
À l'époque du roi Charles V, qui règne de 1364 à 1380, Paris s'est étendu largement au-delà de l'enceinte de Philippe Auguste. Le roi fait construire une nouvelle enceinte qui englobe ces nouveaux quartiers, ainsi que le château du Louvre qui perd donc une grande partie de son intérêt militaire. Le roi peut alors sacrifier certains dispositifs militaires du château pour le rendre plus habitable, tout en disposant d'une résidence royale sûre, notamment après avoir été menacé à l'intérieur du palais de la Cité lors de la révolte du 22 février 1358 menée par le prévôt des marchands Étienne Marcel.
L'architecte Raymond du Temple effectue d'importants travaux entre 1360 et 1371. Il conserve les maçonneries des murailles mais il les perce de nombreuses fenêtres pour éclairer les intérieurs. Les murs sont surélevés de 6,53 mètres, portés de 14,50 mètres à 21 mètres, les tours de 4,90 mètres, portées de 18 mètres à 23 mètres. Les couvertures sont transformées en véritables toitures et richement ornées avec la création de cheminées. Le donjon est réaménagé et percé de huit grandes fenêtres à chaque étage. Les logis sont modifiés pour avoir une hauteur de quatre étages. En plus des deux logis existants à l'ouest et au sud, deux nouveaux sont créés à l'est et au nord.
Des escaliers à vis sont construits dans les angles pour atteindre plus facilement les différents étages. Sur l'aile nord, un escalier monumental, la Grande vis du Louvre, fait l'admiration des visiteurs : haut de vingt mètres, il est richement orné de sculptures dont deux représentant le roi et la reine.
Au nord du château, le roi fait aménager des jardins, et à l'ouest fait construire des communs pour libérer des espaces à l'intérieur du château.
Les miniatures du manuscrit des Très Riches Heures du duc de Berry montrent le château du Louvre à cette époque. Elles permettent de se faire une idée de l'aspect général de la forteresse, même si à cette époque on a procédé à des aménagements esthétiques ou de confort au détriment des préoccupations militaires.
Pendant la guerre de Cent Ans, les Anglais, commandés par Henri V d'Angleterre, alliés aux Bourguignons, maîtres de Paris, entrent dans la ville le 1er décembre 1420 et occupent sans combat le château du Louvre. Ils trouvent la ville ruinée par la guerre civile et la disette. Ils y resteront jusqu'en 1436.

### La bibliothèque de Charles V
Le roi Charles V fait aussi construire la première bibliothèque royale en transformant la tour nord-ouest (ou tour de la Fauconnerie) en tour de la Librairie qui contient neuf cents manuscrits.
Le Louvre s'ouvre sur la ville qui devient à cette période un important centre de luxe, et Charles V, grand amateur d'art, y transfère une partie de sa bibliothèque. Selon un inventaire de 1373, celle-ci comportait 973 manuscrits « moult bien escripts et richement adornez » et se divisait en trois pièces : l'une consacrée aux traités de gouvernements, une autre aux romans, et la dernière aux livres religieux. Une autre partie de la bibliothèque de Charles V se trouvait à Vincennes.
Charles V est le premier monarque qui songea à constituer une bibliothèque royale. Il fit déposer à cet effet tous les livres qu'il put réunir dans la tour nord-ouest du château du Louvre, autrefois nommée tour de la Fauconnerie, et qui fut appelée tour de la Librairie. Les livres y occupaient trois étages, et y étaient rangés avec autant de soin que de propreté. Pour les conserver précieusement, Charles V voulut qu'on fermât de barreaux de fer, de fil de laiton et de vitres peintes toutes les fenêtres de sa bibliothèque ; et, afin que l'on pût y travailler à toute heure, on pendit par son ordre à la voûte trente petits chandeliers et une lampe d'argent qui étaient allumés toutes les nuits. Les lambris des murs étaient de bois de la Baltique, la voûte était lambrissée de bois de cyprès, et tous ces lambris étaient embellis de sculptures en bas-relief. C'est Gilles Mallet, pour lors valet de chambre puis maître d'hôtel du roi qui fut chargé de la garde de cette bibliothèque ou librairie. On y trouvait des livres de toutes espèces. Les plus considérables étaient des bibles latines ou françaises. Il y avait aussi une grande quantité de livres d'église, comme des missels, des bréviaires, des psautiers, des livres d'heures et des offices particuliers. La plupart de ces livres étaient recouverts de riches étoffes et enluminés avec grand soin. Parmi les livres profanes, on trouvait des traités d'astrologie, de géomancie, de chiromancie.

## Une démolition progressive pour laisser place à laCour carrée

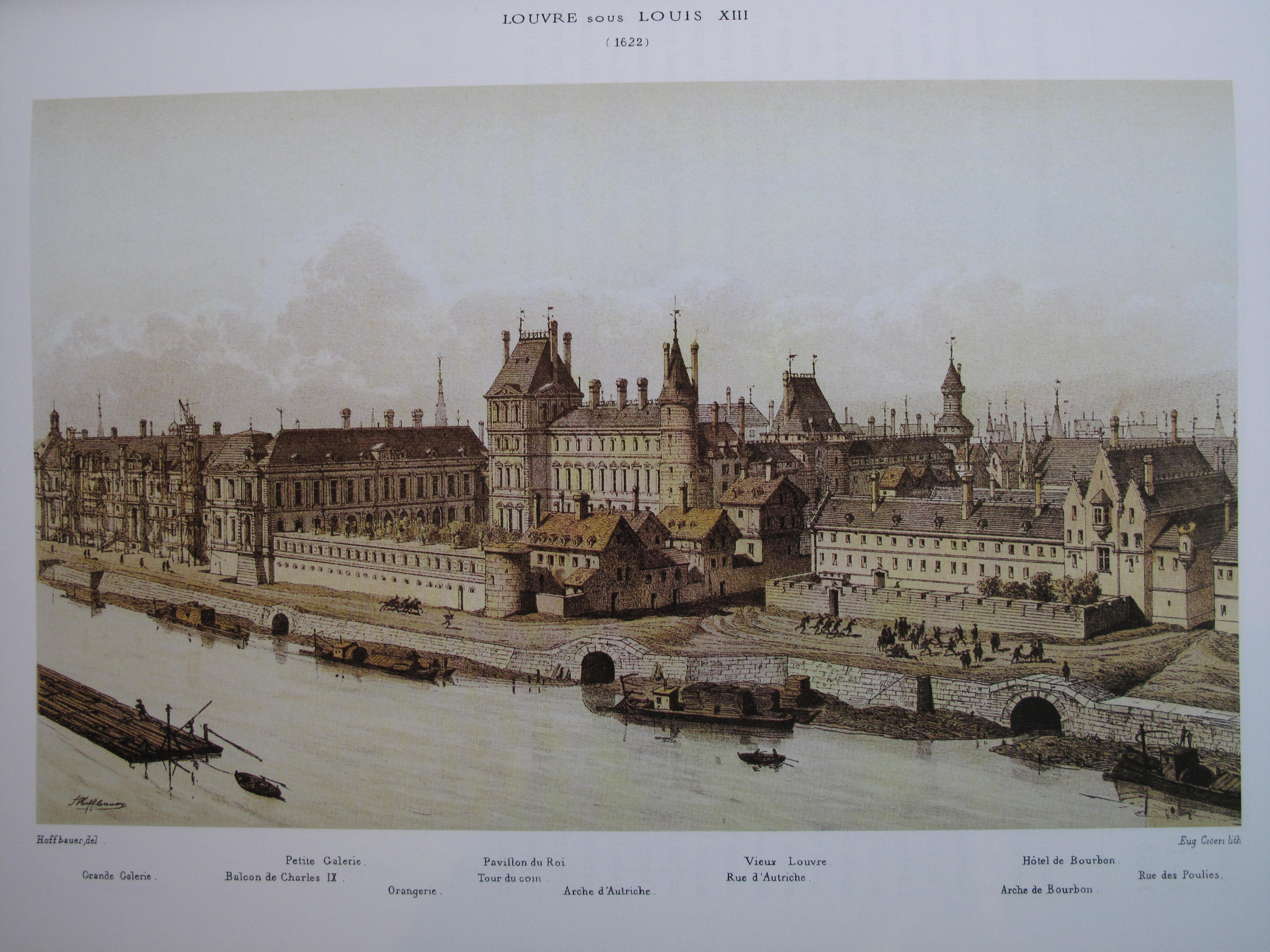
Le Louvre en 1622 mi-médiéval, mi-Renaissance.

En 1525, François Ier subit la défaite de Pavie. Pendant sa captivité, la Cour s'immisce par l'usage de son droit de remontrance, la faculté de théologie et le Parlement de Paris manifestent une certaine autonomie. Le roi tient un lit de justice les 24, 26 et 27 juillet 1526 au cours duquel il manifeste son autorité et décide de reprendre en main son royaume en faisant du Louvre sa principale résidence parisienne[source insuffisante]. Symbole de son autorité, il fait abattre le donjon en 1528 pour construire un palais à l'italienne. En 1546, il confie à l'architecte Pierre Lescot le projet de construction d'un palais moderne dans l'esprit de la Renaissance avec un grand corps d'hôtel et des salles d'apparat. Après la mort du roi (1547), son fils Henri II fait continuer les travaux par Pierre Lescot. Il fait détruire le mur ouest (de décembre 1546 à mars 1549) pour construire notamment la salle de bal, ainsi que le mur sud pour édifier le pavillon du roi (1553-1556) abritant les appartements royaux et la petite galerie.
Après la mort d'Henri II, Catherine de Médicis poursuit les aménagements de l'aile sud pour ses appartements.
Sous Charles IX et Henri III, le Louvre devient l'espace du pouvoir monarchique, un lieu de divertissements et le théâtre d'événements historiques (comme le mariage du futur roi Henri IV avec Marguerite de Valois qui débouche, en 1572, sur le massacre de la Saint-Barthélemy).
À partir de 1564, la reine Catherine de Médicis privilégie la construction du nouveau palais des Tuileries et l'établissement d'un grand jardin d'agrément.
Henri IV fait disparaitre les éléments restants du côté sud, dont le fossé, pour édifier la Grande Galerie ou galerie du bord de l'eau reliant le Louvre au palais des Tuileries et achevée en 1610. Il commence aussi la construction d'une cour carrée sur la base de l'aile Lescot déjà édifiée. La surface est multipliée par quatre par rapport à celle de la cour médiévale. Il fait aussi détruire des constructions entre les deux palais. Ce projet, appelé le « Grand Dessein », a également une fonction militaire : en établissant un cheminement couvert entre le Louvre intra-muros et les Tuileries à l'extérieur des remparts de la ville, Henri IV se ménage une galerie qui lui permet de rejoindre la Grande Écurie pour fuir à cheval en cas d'émeute.
Pour asseoir son pouvoir, le 24 avril 1617, le jeune Louis XIII fait assassiner Concino Concini le favori de la régente Marie de Médicis, sa mère, dans la porte d'accès du château à la ville.
Louis XIII fait démolir la partie nord de l'enceinte médiévale afin de prolonger l'aile Lescot dans cette direction dans un souci de symétrie. Louis XIV fait de même sur la partie est pour permettre la construction de la colonnade du Louvre.

## Les vestiges du Louvre médiéval

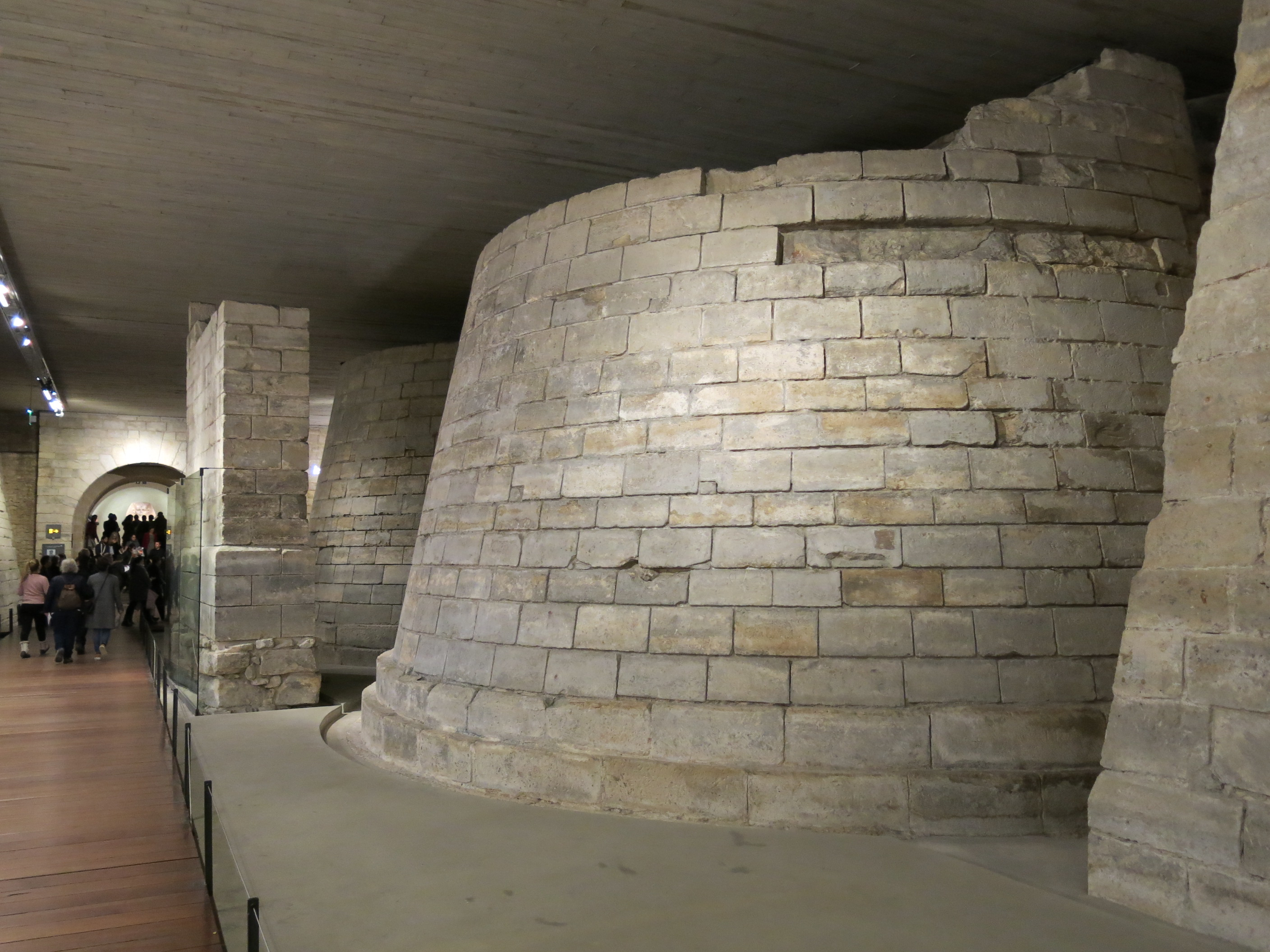
Un des murs du château conservé au Louvre médiéval : mur qui faisait face à la ville avec la pile de support du pont-levis qui était l'entrée principale du Louvre.

Lors de travaux au XIXe siècle, il s'est avéré que le donjon et deux des quatre murailles avaient simplement été rasés et les fossés comblés lors de la destruction du château en vue de la construction du palais du Louvre.
Lors de la construction du Grand Louvre, les bases du donjon et de ces deux murailles ont été dégagées. Une campagne de fouilles importantes a permis de retrouver des centaines d'objets de la vie quotidienne. Elles sont maintenant accessibles au public dans les collections du Louvre médiéval, ainsi que la salle basse (dite aujourd'hui salle Saint-Louis) et ces objets de la vie quotidienne retrouvés lors des fouilles (petits jeux, cruches, flacons, etc.)